# Wilhelm Gail
Wilhelm Gail, född den 7 mars 1804 i München, död där den 26 februari 1890, var en tysk arkitekturmålare.
Gail gjorde under 1820- och 1830-talen resor i Italien, Frankrike och Spanien. Frukter av dessa studieresor föreligger bland annat i hans litografiska verk Erinnerung an Florenz, Rom und Neapel (1827) och Erinnerungen aus Spanien (1837) samt i oljemålningar som Korridoren i dogepalatset, Lejongården i Alhambra och Det inre av en klostergård med flera. Gail är representerad i Alte Nationalgalerie i Berlin, Neue Pinakothek i München, Städtische Galerie i Karlsruhe med flera museer.